# جايسون موني
جايسون موني (بالإنجليزية: Jason Mooney)‏ (26 فبراير 1989 في المملكة المتحدة - ) هو لاعب كرة قدم بريطاني في مركز حراسة المرمى. لعب مع أردز ونادي أكرينغتون ستانلي ونادي ترانمير روفرز لكرة القدم وويكمب وندررز ونادي يورك سيتي وAlfreton Town F.C. ‏ وArds Rangers F.C. ‏ وComber Recreation F.C. ‏ وأكسفورد سيتي ونادي بانغور.

## وصلات خارجية
- جايسون موني على موقع قاعدة بيانات كرة القدم.إي يو (الإنجليزية)
- جايسون موني على موقع Soccerbase.com (لاعب) (الإنجليزية)
- جايسون موني على موقع Soccerway.com (الإنجليزية)